# Condado de Union (Carolina do Norte)
O Condado de Union é um dos 100 condados do estado americano da Carolina do Norte. A sede do condado é Monroe, e sua maior cidade é Monroe. O condado possui uma área de 1 657 km² (dos quais 6 km² estão cobertos por água), uma população de 123 677 habitantes, e uma densidade populacional de 75 hab/km² (segundo o censo nacional de 2000). O condado foi fundado em 1842.